# Borislav Herak
 Borislav Herak (né le 18 janvier 1971) était un soldat  serbe de Bosnie qui a combattu au sein de l'Armée de la république serbe de Bosnie (VRS) au début de la guerre de Bosnie-Herzégovine. En 1993, il a été capturé par l'Armée de la République de Bosnie-Herzégovine (ARBiH) et jugé par le tribunal militaire de district de Sarajevo. Il a été le premier à être reconnu coupable de génocide sur la base de ses aveux, admettant 32 meurtres et 16 viols.

## Crimes et procès
En février 1993, le bureau du procureur militaire de district de Sarajevo a déposé un acte d'accusation auprès du tribunal militaire de district de Sarajevo contre Herak pour génocide, crimes de guerre contre une population civile et crimes de guerre contre des prisonniers de guerre. En vertu de l'article 41 de l'ancien code pénal yougoslave qui était en vigueur, il risque la mort par peloton d'exécution pour des crimes tels que meurtre de masse, viol et génocide.
Srećko Damjanović, co-accusé, a été impliqué dans des accusations similaires.
Leur procès a marqué la première tentative de la justice bosnienne de juger les Serbes de Bosnie pour génocide et crimes de guerre.
Au cours de son procès, Herak a déclaré qu'il avait été envoyé avec des soldats de Serbie dans le village d'Ahatovići, près de Sarajevo, avec l'ordre "de tuer tout le monde et de tout incendier". Environ 150 villageois, dont des enfants, ont été massacrés.
Herak a également avoué des viols et des meurtres de détenus au camp de viol Cafe Sonya (Kod Sonje) à Sarajevo.
En mars 1993, Herak et Damjanović ont été condamnés à mort, ce qui a été plus tard confirmé en appel. En 2000, Damjanović a été acquitté lors d'un nouveau procès. Les demandes de nouveau procès d'Herak ont été rejetées.
Il est resté le seul condamné pour génocide par un tribunal local avant le Tribunal d'État de Bosnie-Herzégovine.
Sa peine de mort a été réduite à 40 ans, puis à 20 ans, avant sa libération en 2012.